# Eufònia bronzada
L'eufònia bronzada (Euphonia chalybea) és un ocell de la família dels fringíl·lids (Fringillidae).

## Hàbitat i distribució
Habita boscos de les terres baixes al sud-est del Brasil, est de Paraguai i nord-est de l'Argentina.